# Пополам
«Пополам» — совместный студийный альбом российских исполнителей Ирины Аллегровой и Михаила Шуфутинского, выпущенный 28 октября 2004 года на лейбле «Квадро-Диск».

## Об альбоме
Несмотря на то, что альбом дуэтный, на нём всего две совместных песни Аллегровой и Шуфутинского — «Колея» и «Новогодние сны», остальные песни чередуются по исполнителю, образуя «перекличку двух разлучённых сердец» — один сидит за решёткой и воспевает тюремную романтику, а другая — истязает себя ожиданием. Автором слов всех песен в альбоме стал Евгений Муравьёв, а автором музыки и продюсером — Алексей Гарнизов.

## Отзывы критиков
Рецензент портала InterMedia удивилась, что совместный проект Аллегровой и Шуфутинского случился только теперь, ведь, по её словам, они будто созданы друг для друга, поскольку оба отличаются глуховатым хрипловатым вокалом, но при этом умудряются петь песни с каким-то внутренним надрывом. Но, по её мнению, авторы песен несколько серьёзно отнеслись к логотипу «Радио шансон» на обратной стороне и слишком рьяно взялись разрабатывать тему заключения. Она также добавила, что альбом вполне можно считать концептуальным.
Музыкальный критик Николай Фандеев дал положительную оценку альбому, заметив, что Михаил Шуфутинский «был на высоте», а Аллегрова так исполнила шансон, что «одним махом просто списала Успенскую, и Огонёк, и Долину в утиль». Он также отметил  удачные (без переборов) аранжировки и поэтические находки.

## Список композиций
Все тексты написаны Евгением Муравьёвым, вся музыка написана Алексеем Гарнизовым.
| №                   | Название             | Исполнитель                          | Длительность |
| ------------------- | -------------------- | ------------------------------------ | ------------ |
| 1.                  | «Колея»              | Ирина Аллегрова и Михаил Шуфутинский | 3:55         |
| 2.                  | «Заново»             | Михаил Шуфутинский                   | 4:07         |
| 3.                  | «Посылочка»          | Ирина Аллегрова                      | 4:34         |
| 4.                  | «Мышонок»            | Михаил Шуфутинский                   | 4:24         |
| 5.                  | «Не верь, не бойся…» | Ирина Аллегрова                      | 3:19         |
| 6.                  | «Патрон»             | Михаил Шуфутинский                   | 4:27         |
| 7.                  | «Одинокая»           | Ирина Аллегрова                      | 4:38         |
| 8.                  | «Ты прости меня»     | Михаил Шуфутинский                   | 4:55         |
| 9.                  | «Новогодние сны»     | Ирина Аллегрова и Михаил Шуфутинский | 4:59         |
| 10.                 | «Бубны, черви»       | Ирина Аллегрова                      | 3:53         |
| 11.                 | «Какие наши годы»    | Михаил Шуфутинский                   | 4:10         |
| 12.                 | «Пополам»            | Ирина Аллегрова                      | 5:14         |
| Общая длительность: | Общая длительность:  | Общая длительность:                  | 53:22        |

| №                   | Название             | {{{extra_column}}}                   | Длительность |
| ------------------- | -------------------- | ------------------------------------ | ------------ |
| 1.                  | «Колея»              | Ирина Аллегрова и Михаил Шуфутинский | 3:55         |
| 2.                  | «Посылочка»          | Ирина Аллегрова                      | 4:34         |
| 3.                  | «Не верь, не бойся…» | Ирина Аллегрова                      | 3:19         |
| 4.                  | «Одинокая»           | Ирина Аллегрова                      | 4:38         |
| 5.                  | «Новогодние сны»     | Ирина Аллегрова и Михаил Шуфутинский | 4:59         |
| 6.                  | «Бубны, черви»       | Ирина Аллегрова                      | 3:53         |
| 7.                  | «Пополам»            | Ирина Аллегрова                      | 5:14         |
| Общая длительность: | Общая длительность:  | Общая длительность:                  | 30:04        |

## Участники записи
- Ирина Аллегрова — вокал (1, 3, 5, 7, 9, 10, 12)
- Михаил Шуфутинский — вокал (1, 2, 4, 6, 8, 9, 11), продюсирование
- Алексей Гарнизов — музыка, продюсирование, бэк-вокал (3, 5, 7, 10)
- Лина Малюкова — бэк-вокал (3, 5, 7, 10)
- Владимир Васильев — гитара (1, 6, 8)
- Сергей Пахотин — гитара (3, 5, 12)
- Евгений Муравьёв — слова
- Игорь Лалетин — аранжировки, запись, сведение (1, 2, 4, 6, 8, 9, 11)
- Александр Белый — аранжировки (3, 5, 7, 10, 12), клавишные
- Александр Кальянов — запись, сведение (3, 5, 12)
- Владимир Шустер — запись, сведение (4, 11)
- Игорь Тян — запись, сведение (7, 10)
- Лазарь Анастасиади — запись, сведение (3, 5, 7, 10, 12)
- Дэвид Шуфутинский — продюсирование
- Андрей Субботин — мастеринг